# Strafrecht (Europäische Union)
Zunehmend findet eine Rechtssetzung im materiellen Strafrecht auf Ebene der Europäischen Union statt (auch Europäisches Strafrecht, nach anderer Ansicht lediglich „Europäisierung des Strafrechts“). Diese Rechtsmaterie beschreibt „eine Rechtsmaterie eigener Art, die sowohl strafrechtsrelevantes Unionsrecht, […] Völkerrecht als auch das hiervon beeinflusste nationale Strafrecht umfasst.“
Der Vertrag von Lissabon integrierte die strafrechtliche Zusammenarbeit in den Vertrag über die Arbeitsweise der Europäischen Union (AEUV), der vorher EG-Vertrag hieß. Da die Rechtssetzung mit wenigen Ausnahmen im ordentlichen Gesetzgebungsverfahren erfolgen soll, wurde der Rechtssetzungsprozess dadurch vereinfacht.
Die Kompetenz der Europäischen Union ist dabei auf besonders schwere Kriminalität mit grenzüberschreitender Dimension beschränkt. Außerdem besteht eine Rechtssetzungskompetenz dann, wenn dies für die wirksame Umsetzung der Unionspolitik in Politikfeldern, in welchen Harmonisierungsmaßnahmen durchgeführt wurden, unerlässlich ist (Art. 83 AEUV) sowie im Hinblick auf die seit 2021 tätige Europäische Staatsanwaltschaft zum Schutz der finanziellen Interessen der Union (Art. 86 AEUV).
Von den heute 27 EU-Mitgliedsstaaten hat nur die Republik Irland das Strafrecht bis heute nicht in einem Strafgesetzbuch zusammengefasst.